# Bauhinia × blakeana
Bauhinia × blakeana es un árbol tropical perteneciente a la familia de las leguminosas, con flores similares a orquídeas o mariposas, lo cual se refleja en los nombres comunes con los que se la conoce en los países de habla inglesa, «Orchid tree» y «Hong Kong orchid tree» ("árbol orquídea" y "árbol orquídea de Hong Kong"). Se lo cultiva como ornamental en todo el mundo, no solo por la belleza de sus flores sino también porque la fragancia de las mismas es un atrayente de colibríes. 

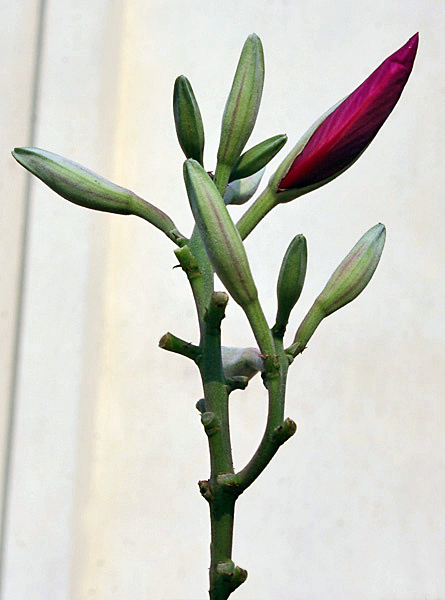
Detalle de la planta

## Descripción
Alcanza los 12 m altura, con un tronco de 30 cm de diámetro. Las hojas miden hasta 20 cm de longitud y se componen de dos hojuelas con apariencia de mariposa, divididas por una tercera parte de la extensión entre ambas. Las flores miden hasta 15 cm de ancho son de color púrpura o magenta con venas de tonos más claros. El pétalo superior es más oscuro hacia la base. Florece durante casi todo el año pero no fructifica debido a que es una notoespecie estéril, un híbrido entre Bauhinia purpurea y Bauhinia variegata, que muy raramente produce frutos.

## Taxonomía
Bauhinia blakeana fue descrito por Michel Félix Dunal  y publicado en Journal of Botany, British and Foreign 46(10): 325–326. 1908.
Etimología
Bauhinia: nombre geneérico nombrado en honor de los hermanos herboristas y botánicos suizos; Caspar (1560-1624) y Johann Bauhin  (1541-1613). El primero fue botánico y médico, autor de un índice de  nombres de plantas y sus sinónimos llamado Pinax Theatri botanici, y profesor de anatomía y botánica en la Universidad de Basilea, que distinguía entre género y especie, y fue el primero en establecer un sistema científico de la nomenclatura, mientras que el segundo fue coautor de la gran obra Historia Plantarum universalis, publicado cuarenta años después de su muerte.
blakeana: epíteto que honra a Henry Blake, gobernador de Hong Kong entre 1898 y 1903.  Bauhinia x blakeana es la flor nacional de Hong Kong.